# Пам'ятник Володимиру Висоцькому (Воронеж)
Пам'ятник Володимиру Висоцькому — пам'ятник, встановлений у Воронежі на пішохідному відрізку вулиці Карла Маркса неподалік від Інституту фізкультури.

## Історія створення та опис
Пам'ятник Висоцькому було встановлено 21 серпня 2009 року і відкрито 9 вересня того ж року. Автором пам'ятника виступив воронезький скульптор Максим Дикунов, син відомих воронезьких скульпторів Івана Дикунова та Ельзи Пак. Пам'ятник зображає співака та актора, який сидить на стільці на дерев'яній сцені з гітарою в руці і усміхається глядачам. Раніше на цьому місці була встановлена скульптурна група гімнастів, яка зруйнувалася від давності і була визнана непридатною для реставрації.
Ідея встановлення пам'ятника була втілена Воронезьким міським управлінням культури. Була створена комісія з культурної спадщини, на розгляд якої надійшло 5 варіантів пам'ятника Висоцькому від скульптора Максима Дикунова. Вибір зупинився саме на даному варіанті пам'ятника авторства Максима Дикунова.
При встановленні пам'ятника активну участь взяли керівник міського управління Іван Чухнов, який раніше доклав значних зусиль з порятунку пам'ятника Черняховському, головний художник міста Євген Барсуков і воронезький меценат Володимир Бубнов, котрий фінансував створення монумента.
На урочистому відкритті пам'ятника 9 вересня 2009 року, за присутності великої кількості містян, були присутні також син Володимира Семеновича Висоцького — Микита Висоцький, актори Валерій Золотухін, Світлана Світлична, Лариса Лужина, а також режисер Володимир Зайкін та однокласник і друг Володимира Висоцького, поет-пісняр Ігор Кохановський. Сам автор пам'ятника не був присутній, але безпосередню участь в урочистій церемонії взяв його батько, відомий воронезький скульптор Іван Дикунов.

## Критика
Сама ідея встановлення пам'ятника Висоцькому у Воронежі піддалася у свій час критиці з кількох причин. По-перше, Володимир Висоцький ніколи не був у Воронежі і ніяк з ним не був пов'язаний, по-друге, вибір місця встановлення пам'ятника біля Інституту фізкультури нелогічний — за життя співак не відрізнявся праведним способом життя. Проте, в репертуарі Висоцького були пісні, присвячені фізкультурі та спорту, наприклад, «Воротар», «Ранкова гімнастика», «Марафон, або біг на довгу дистанцію» й багато інших.